# ヤアコブ・カッツ
ヤアコブ・ドブ・“ケツァレー”・カッツ（1951年9月29日 - ）は、イスラエルの政治家、軍人、入植者。国家統一党党首。

## 来歴

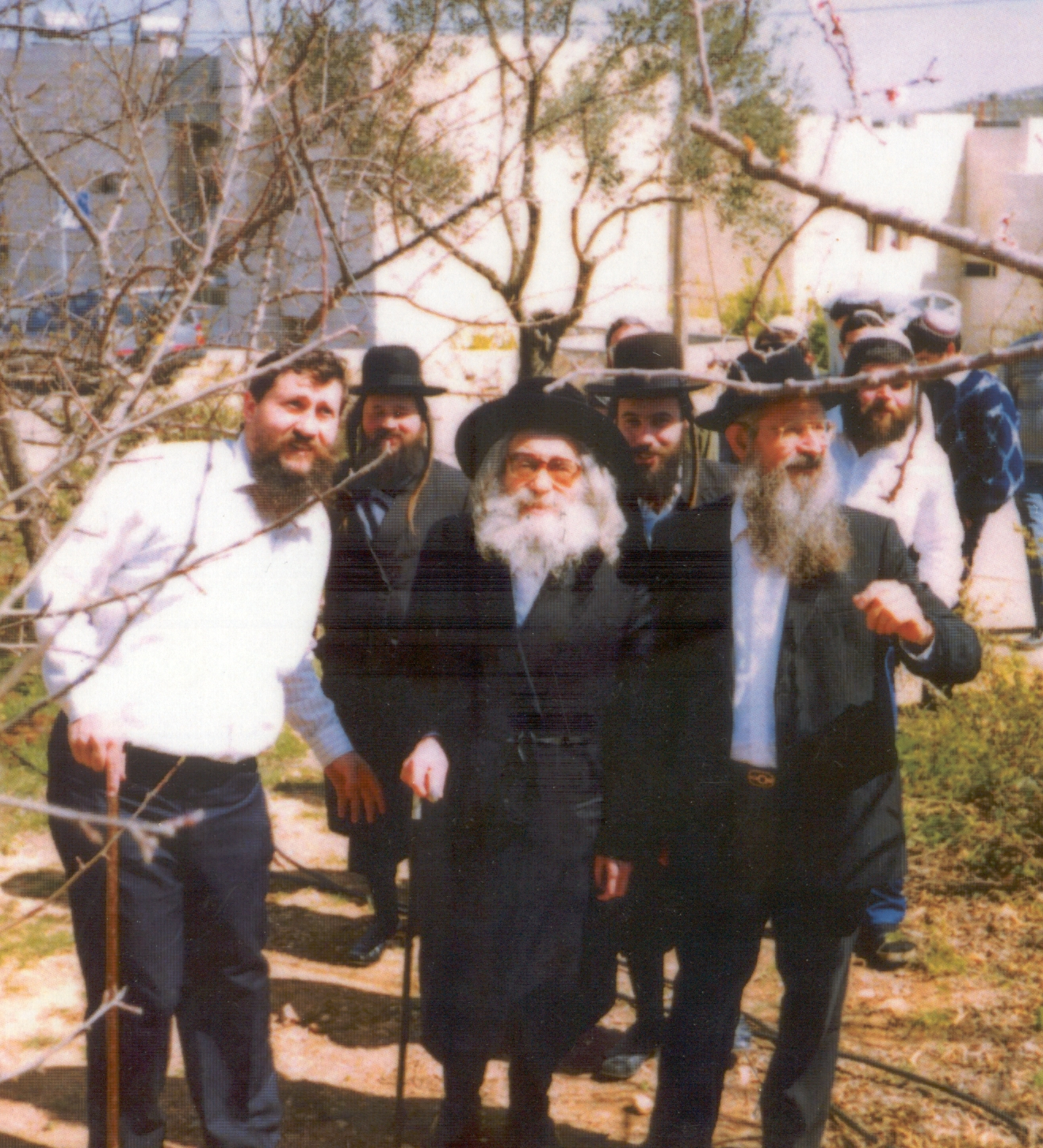
ヤアコブ・カッツ（左）

エルサレムで生まれる。1970年にイスラエル国防軍に入隊する。
1973年に勃発した第四次中東戦争に従軍、同戦争で南部管区司令官だったアリエル・シャロンの副官を務める。エジプト側に越境した際にエジプト軍のRPG-7の直撃を受け、重傷を負う。数ヶ月間死のふちをさまよい、現在も足にはその後遺症が残る。軍隊時代の最終的階級は中尉。国防軍退役後は、ユダヤ人入植者団体グッシュ・エムニームを立ち上げ、1978年からユダヤ人入植地の拡大運動に身を投じる。1987年には右派のテレビ局・アルーツ・シェバの立ち上げに関与する。

## 政治経歴
カッツが政界との接点を持つことになるのは1990年からで、同年にかつての上官だったシャロンがシャミール政権下で住宅建設相に就任したことに伴い、シャロンに請われ補佐官に就任する。当時は冷戦構造が下火になったことに伴い、ロシア・東欧からの帰還者が殺到していた。そのため、35000戸余の新規入植地建設計画（いわゆる・シャロン計画）の立案に携わる。
2008年12月、統一党のベニー・エロンの引退表明に伴い、同党党首に就任する。2009年にクネセト議員に初当選する。総選挙後、シモン・ペレス大統領から首相に指名されていたベンヤミン・ネタニヤフと連立交渉に入るものの、政策合意には至らなかった。
2013年のクネセト総選挙には出馬しなかった。

## 政治姿勢
2005年のガザ地区撤退計画で撤去されたガザ地区及びヨルダン川西岸地区のホメッシュに入植地を再建することを公約としている。ホメッシュはイスラエルが実効支配しているヨルダン川西岸に位置することから、右派・宗教勢力の間で根強い再建待望論がある。

## 私生活
夫人との間に7人の子供がいる。現在はヨルダン川西岸のベイト・エル在住。